# 济南恒隆广场

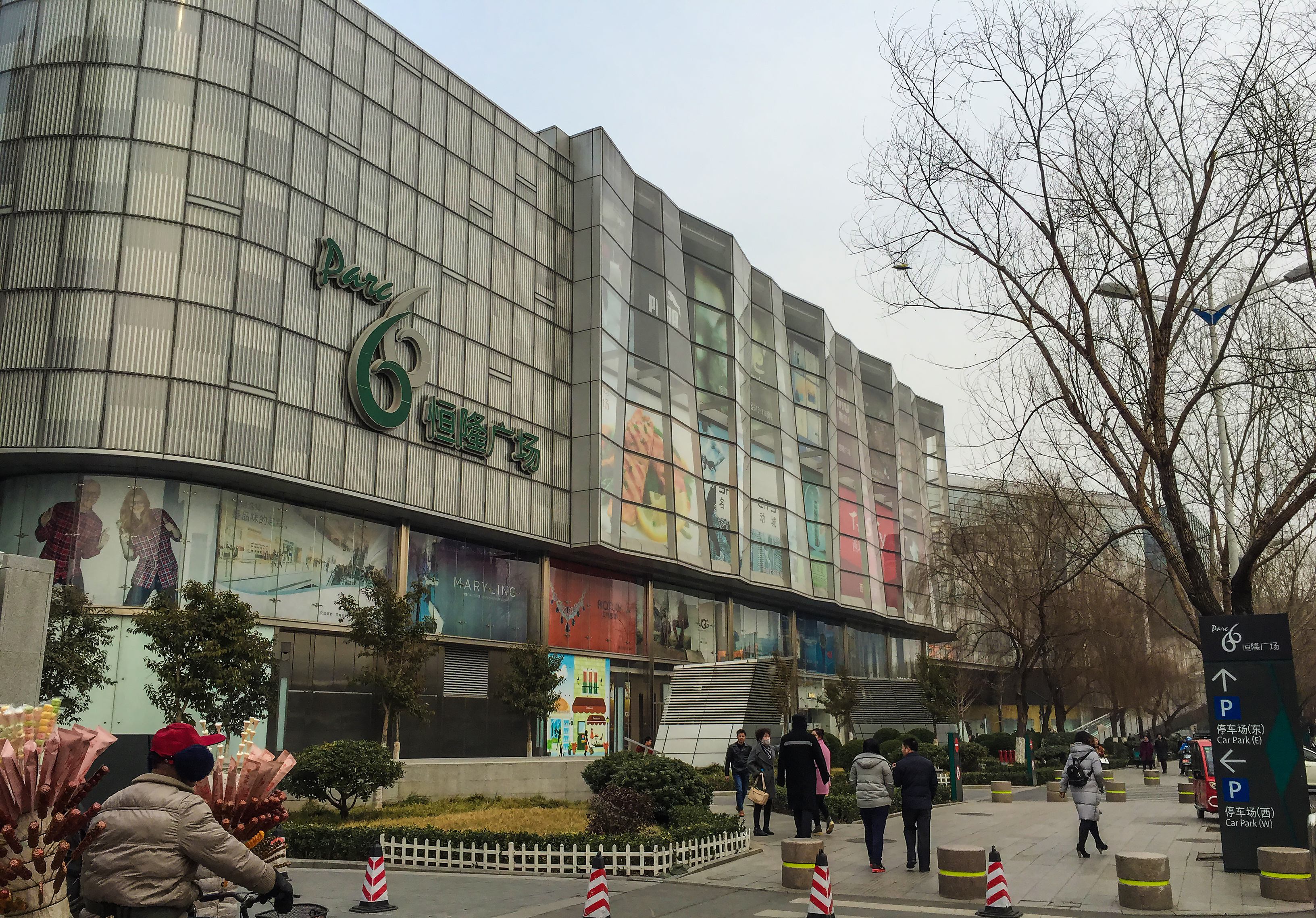
济南恒隆广场（Parc 66）

济南恒隆广场（Parc 66），位于山东省济南市历下区泉城路188号，是香港恒隆地产投资的城市综合体项目。2011年8月26日开始营业。
建筑分东西两翼，中间有走廊连接。南侧亦有过街天桥可直通泉城广场。

## 入驻商户
- Apple Store[3]